# Borut Spacal
Borut Spacal, italijanski zdravnik specialist medicine dela in pnevmologije ter alpinist slovenskega rodu, * 21. december 1947, Trst.
Rodil se je v družini slikarja Lojzeta in učiteljice Milojke Spacal rojene Vodopivec. Osnovno šolo je obiskoval na Opčinah, nato je do 1965 v Trstu obiskoval znanstveni licej France Prešeren. Medicino je študiral na Univerzi v Trstu in leta 1972 diplomiral iz medicine dela z nalogo Delo v vročem okolju. V strokovni literaturi je objavljal članke o višinskih in poklicnih boleznih. Leta 1992 je bil član slovenske tržaške alpinistične odprave v Himalajo. Napisal je knjigo Himalaya appanti medici (Trst 1993).